# مادونا دل‌آکوئا
مدونا دل آکویا (به ایتالیایی: Madonna dell'Acqua) یک منطقهٔ مسکونی در ایتالیا است که در سان جولیانو ترمه واقع شده‌است. مدونا دل آکویا ۱٬۵۹۵ نفر جمعیت دارد و ۳ متر بالاتر از سطح دریا واقع شده‌است.